# Parafia Matki Boskiej Częstochowskiej w Sycowie
Parafia Matki Boskiej Częstochowskiej w Sycowie – parafia rzymskokatolicka należąca do dekanatu Syców diecezji kaliskiej. Erygowana w 2002.
Nazwa parafii jest związana z kultem Matki Boskiej Częstochowskiej.